# Aleydis Rispa Boher
Aleydis Rispa, (Sort, Pallars Sobirà, Lleida 1964) és una fotògrafa i professora catalana. Llicenciada en belles arts, especialitat d'imatge, per la Universitat de Barcelona, combina la creació artística amb projectes docents. Ha estat professora associada del departament de Disseny i Imatge i mestra de taller del laboratori de fotografia (Facultat de Belles Arts, UB). Ha impartit cursos i tallers de fotografia en diferents escoles especialitzades. L'any 1989 va guanyar el Premi de Fotografia de la Biennal de Joves Creadors Europeus de l'Ajuntament de Barcelona. Des de llavors ha exposat la seva obra, entre d'altres, a Barcelona, Lleida, Torroella de Montgrí, Sort, Castellbisbal, Tarragona, Osca, Saragossa, València, Madrid i París. Els seus projectes han estat publicats en revistes especialitzades com Exit, Analog mag, FV, Film und foto, Photovision, Café Crème, European Photography o Camera Austria, i també en nombrosos catàlegs i llibres de referència. La seva obra està representada en diverses col·leccions. Entre d'altres, el Fons d'Art de la Generalitat de Catalunya, MNAC, la Fundació Vila Casas (Barcelona), la Fundación Arte y Tecnología (Madrid), la UNED (Madrid); la Universitat de Salamanca (Salamanca), i la Col·lecció Julio Álvarez Sotos (Saragossa).
S'enfronta directament amb els condicionants de la fotografia: la representació, l'obvietat. Les seves imatges no són miralls de la realitat ni finestres, són espais plàstics. En aquests espais, lluny d'aportar elements, n'elimina. Precindeix de tot allò que la podria condicionar. Aposta per una fotografia de l'essència, radicalː llum, objecte i empremta. En aquesta soledat disposa el seu autolimitat catàleg de formes. Les seves fotografies no parlen de res ni de ningú. Hi ha qui vol fer parlar les imatges ampliant-ne la superficie, les fa cridar. Les silencia, les redueix a la mínima expressióː l'absència, de paraules intel·ligibles.
Contra els missatges estentoris, contra la informació evident, proposa silenci. Les imatges es mouen en el suggeriment. Res no ens diuen claramentː què ès allò, on és?
Explorant les fronteres del mitjà fotogràfic el reivindica, per essencialː llum, objecte i empremta. I aquesta última no és simplement presència com podria ser en Man Ray, sinó "alter ego"ː nous éssers que es mouen en un espai nou, ambigu i callat.